# Molina Alupenhue Airport
Molina Alupenhue Airport är en flygplats i Chile.   Den ligger i provinsen Provincia de Curicó och regionen Región del Maule, i den södra delen av landet, 200 km söder om huvudstaden Santiago de Chile. Molina Alupenhue Airport ligger 541 meter över havet.
Terrängen runt Molina Alupenhue Airport är kuperad åt nordväst, men åt sydost är den bergig. Runt Molina Alupenhue Airport är det ganska tätbefolkat, med 60 invånare per kvadratkilometer.. Det finns inga samhällen i närheten. 
Trakten runt Molina Alupenhue Airport består i huvudsak av gräsmarker.